# Малецкий, Иероним
Иероним Малецкий (пол. Hieronim Malecki, лат. Hieronymus Maeletius, Hieronimus Meletius ; 1527 или 1526, Краков — 1583 или 1584, Элк) — польский лютеранский богослов, переводчик, издатель, духовный писатель

. Один из создателей польского литературного языка.

## Биография
Сын Яна Малецкого, богослова, переводчика, издателя, поэта. Обучался в Кёнигсбергском университете.
В 1546—1552 годах учительствовал в школе в Элке, где преподавали, в основном, на польском языке. Работал в типографии своего отца. Испытывая материальные трудности, обратился к герцогу Пруссии Альбрехту с просьбой назначить его переводчиком с польского и русинского языков.
Служил диаконом в Нидзице, с 1552 по 1567 год был священником в Пизанице близ Элка.
В 1552 году стал официальным переводчиком (Illustrissimi Principis Prussiae etc. interpres Polonicus) прусского герцога Альбрехта в Кёнигсберге. С этого времени жил при дворе, часто путешествуя с герцогом по всей Польше.
В середине 1555 года присутствовал на объединительном синоде польских кальвинистов и чешских братьев.
В 1558 году вновь начал работать учителем в Элке, сотрудничал со своим отцом в типографии. Напечатал Евангелический катехизис (pro edendis catechismis polonicis) в количестве 500 экземпляров.
В 1561 году опубликовал «Судавскую книгу» об обычаях, религии и повседневной жизни балтийского народа пруссов, составленную из писем, написанных примерно в 1545 году с использованием информации из книги Constitutiones Synodales, опубликованной в 1530 году
Перевёл на польский язык и опубликовал ряд лютеранских работ. В 1574 г. опубликовал свой перевод «Сборника проповедей» Лютера «Postylla domowa», написанный на прекрасном польском языке, который был высоко оценен и способствовал развитию литературного польского языка.
В 1603 году труды Иеронима Малецкого были включены в первый польский «Индекс запрещённых книг».